# Dissidente Iers-republikeinse campagne
De dissidente Iers-republikeinse campagne begon aan het einde van The Troubles. Nadat de Provisional Irish Republican Army (PIRA of IRA) in 1997 een staakt-het-vuren afkondigde en zijn campagne beëindigde, ontstonden er verschillende kleinere groeperingen die het niet eens waren met het Goedevrijdagakkoord en de daarmee gepaard gaande wapenstilstand. Zij zetten sindsdien, op kleinere schaal, de gewapende campagne tegen de veiligheidsdiensten in Noord-Ierland (het Britse leger en de RUC, later Police Service of Northern Ireland) voort. Sinds in 2007 Operation Banner, de inzet van Britse troepen in Noord-Ierland, ten einde is gekomen, richten de Iers-republikeinse groeperingen zich met name op de PSNI.
De voornaamste groeperingen die na 1996 actief zijn, zijn de Real IRA en de Continuity IRA. In 2012 kondigden de groepering Republican Action Against Drugs (RAAD) en een aantal kleinere groeperingen aan zich bij de Real IRA te voegen. Sindsdien wordt deze groepering soms aangeduid als de New IRA. De Continuity IRA bleef als enige groepering onafhankelijk van de Real IRA (daarna dus de New IRA) bestaan.

## Activiteit

### Bomaanslag in Omagh
Op 15 augustus 1998 liet de RIRA een autobom, met een gewicht van 226 kilogram, afgaan in het centrum van Omagh. Het beoogde doelwit van de bomaanslag was het gerechtsgebouw in Omagh, maar de RIRA kon geen parkeerplaats vlak bij het gerechtsgebouw vinden. Hierdoor stond de autobom op 400 meter van het gerechtsgebouw. Na verschillende telefonische waarschuwingen van de RIRA over de aanstaande aanslag, ontruimde de RUC het gerechtsgebouw en de omgeving om het gebouw heen. Hierdoor kwamen burgers juist dichter in de buurt van de bom. Kort na de ontruiming explodeerde de bom, waardoor 29 personen om het leven kwamen. Een van de slachtoffers was zwanger van een tweeling, waardoor sommige media spreken van 31 overledenen. 220 personen raakten gewond. Het werd daarmee de dodelijkste aanslag tijdens The Troubles in Noord-Ierland.
Op 8 september 1998 kondigde de RIRA aan de gewapende strijd te staken, nadat de groepering onder grote druk was komen te staan na de bomaanslag in Omagh. In januari 2000 kondigden ze aan de wapens weer op te pakken.

### Sinds 2000
In november 2000 verloor een agent van de RUC een been, toen een bom bij het RUC-bureau in Castlewellan af ging. De bom was verstopt in een verkeerskegel en ging af toen de agent deze wilde verplaatsen.
In november 2001 veranderde de RUC haar naam in PSNI.
Op 1 augustus 2002 overleed David Caldwell, een oud-militair in het Britse leger, toen een bom verstopt in een lunchbox ontplofte. Hij was op dat moment als aannemer ingehuurd door het Britse leger en aan het werk op een legerbasis in Londonderry.
Op 7 maart 2009 werden twee Britse militairen, Patrick Azimar en Mark Quinsey, doodgeschoten toen ze, samen met een aantal andere collega's, voor de poort van de Massareene barakken in Antrim stonden te wachten op de pizza's die ze besteld hadden. Vier andere personen raakten gewond. Azimar en Quinsey waren de eerste Britse militairen die in Noord-Ierland overleden sinds The Troubles.
Op 18 april 2019 opende een lid van de New IRA in Derry het vuur op de PSNI, nadat er eerder die dag rellen waren uitgebroken. Journaliste Lyra McKee werd geraakt en overleed.